# Kleine schubmieren
Kleine schubmieren (Lasius) vormen een geslacht van mieren uit de onderfamilie van de schubmieren (Formicinae).

## Soorten
- Lasius affinis (Schenck, 1852)
- Lasius alienoflavus Bingham, 1903
- Lasius alienus (Foerster, 1850) (Mergelmier)
- †Lasius anthracinus (Heer, 1867)
- Lasius arizonicus Wheeler, 1917
- Lasius atopus Cole, 1958
- Lasius austriacus Schlick-Steiner, Steiner, Schödl & Seifert, 2003
- Lasius balcanicus [no authors], 1988
- Lasius balearicus Talavera, Espadaler & Vila, 2014
- Lasius bicornis (Foerster, 1850) (Langschubmier)
- Lasius breviscapus Seifert, 1992
- Lasius brunneus (Latreille, 1798) (Boommier)
- Lasius buccatus Stärcke, 1942
- Lasius bureni (Wing, 1968)
- Lasius californicus Wheeler, 1917
- Lasius capitatus (Kuznetsov-Ugamsky, 1927)
- Lasius carniolicus Mayr, 1861
- †Lasius chambonensis Piton & Théobald, 1935
- Lasius cinereus Seifert, 1992
- Lasius citrinus Emery, 1922 (Langhaarmier)
- Lasius claviger (Roger, 1862)
- Lasius colei (Wing, 1968)
- Lasius coloradensis Wheeler, 1917
- Lasius coloratus Santschi, 1937
- Lasius creightoni (Wing, 1968)
- Lasius crinitus (Smith, 1858)
- Lasius crispus Wilson, 1955
- Lasius crypticus Wilson, 1955
- Lasius distinguendus (Emery, 1916) (Korthaarmier)
- Lasius draco Collingwood, 1982
- Lasius elevatus Bharti & Gul, 2013
- Lasius emarginatus (Olivier, 1792) (Muurmier)
- †Lasius epicentrus Théobald, 1937
- Lasius escamole Reza, 1925
- Lasius exulans Fabricius, 1804
- Lasius fallax Wilson, 1955
- Lasius flavescens Forel, 1904
- Lasius flavoniger Seifert, 1992
- Lasius flavus (Fabricius, 1782) (Gele weidemier)
- Lasius fuji Radchenko, 2005
- Lasius fuliginosus (Latreille, 1798) (Glanzende houtmier)
- Lasius gebaueri Seifert, 1992
- †Lasius globularis (Heer, 1849)
- Lasius grandis Forel, 1909
- Lasius hayashi Yamauchi & Hayashida, 1970
- Lasius hikosanus Yamauchi, 1979
- Lasius himalayanus Bingham, 1903
- Lasius hirsutus Seifert, 1992
- Lasius humilis Wheeler, 1917
- Lasius illyricus Zimmermann, 1935
- †Lasius inflatus (Zhang, 1989)
- Lasius interjectus Mayr, 1866
- Lasius japonicus Santschi, 1941
- Lasius jensi Seifert, 1982
- Lasius karpinisi Seifert, 1992
- Lasius koreanus Seifert, 1992
- Lasius lasioides (Emery, 1869)
- Lasius latipes (Walsh, 1863)
- Lasius lawarai Seifert, 1992
- †Lasius longaevus (Heer, 1849)
- Lasius longiceps [no authors], 1988
- Lasius longicirrus Chang & He, 2002
- †Lasius longipennis (Heer, 1849)
- Lasius magnus Seifert, 1992
- Lasius mellea (Provancher, 1881)
- Lasius meridionalis (Bondroit, 1920) (Veldmier)
- Lasius mexicanus Wheeler, 1914
- Lasius mikir Collingwood, 1982
- Lasius minutus Emery, 1893
- Lasius mixtoumbratus Forel, 1874
- Lasius mixtus (Nylander, 1846) (Wintermier)
- Lasius monticola (Buckley, 1866)
- †Lasius mordicus Zhang, 1989
- Lasius morisitai Yamauchi, 1979
- Lasius murphyi Forel, 1901
- Lasius myops Forel, 1894 (Kleinoogweidemier)
- Lasius myrmidon Mei, 1998
- Lasius nearcticus Wheeler, 1906
- Lasius neglectus Van Loon, Boomsma & Andrasfalvy, 1990
- †Lasius nemorivagus Wheeler, 1915
- Lasius neoniger Emery, 1893
- Lasius nevadensis Cole, 1956
- Lasius niger (Linnaeus, 1758) (Wegmier)
- Lasius nigrescens Stitz, 1930
- Lasius nipponensis Forel, 1912
- Lasius nitidigaster Seifert, 1996
- †Lasius oblongus Assmann, 1870
- Lasius obscuratus Stitz, 1930
- †Lasius obscurus (Heer, 1849)
- Lasius occidentalis Wheeler, 1909
- †Lasius occultatus (Heer, 1849)
- †Lasius ophthalmicus (Heer, 1849)
- Lasius orientalis Karavaiev, 1912
- Lasius pallitarsis (Provancher, 1881)
- Lasius paralienus Seifert, 1992
- †Lasius peritulus (Cockerell, 1927)
- Lasius piliferus Seifert, 1992
- Lasius platythorax Seifert, 1991 (Humusmier)
- Lasius plumopilosus Buren, 1941
- Lasius pogonogynus Buren, 1950
- Lasius productus Wilson, 1955
- Lasius przewalskii Ruzsky, 1915
- Lasius psammophilus Seifert, 1992 (Buntgrasmier)
- Lasius pubescens Buren, 1942
- †Lasius pumilus Mayr, 1868
- †Lasius punctulatus Mayr, 1868
- Lasius rabaudi (Bondroit, 1917) (Behaarde gele reukmier)
- Lasius reginae Faber, 1967
- Lasius rubiginosa (Latreille, 1802)
- Lasius ruficornis (Fabricius, 1804)
- Lasius sabularum (Bondroit, 1918) (Breedschubmier)
- Lasius sakagamii Yamauchi & Hayashida, 1970
- Lasius schaeferi Seifert, 1992
- †Lasius schiefferdeckeri Mayr, 1868
- Lasius schulzi Seifert, 1992
- Lasius sitiens Wilson, 1955
- Lasius sonobei Yamauchi, 1979
- Lasius spathepus Wheeler, 1910
- Lasius speculiventris Emery, 1893
- Lasius subglaber Emery, 1893
- Lasius subumbratus Viereck, 1903
- Lasius talpa Wilson, 1955
- Lasius tebessae Seifert, 1992
- †Lasius tertiarius Zalessky, 1949
- †Lasius truncatus Zhang, 1989
- Lasius turcicus Santschi, 1921
- Lasius umbratus (Nylander, 1846) (Schaduwmier)
- Lasius uzbeki Seifert, 1992
- †Lasius validus Zhang, 1989
- Lasius vestitus Wheeler, 1910
- †Lasius vetulus Dlussky, 1981
- Lasius viehmeyeri Emery, 1922
- Lasius wittmeri Seifert, 1992
- Lasius xerophilus MacKay & MacKay, 1994